# Bighapur
Bighapur es un pueblo y nagar Panchayat situado en el distrito de Unnao en el estado de Uttar Pradesh (India). Su población es de 6501 habitantes (2011). 

## Demografía
Según el censo de 2011 la población de Bighapur era de 6501 habitantes, de los cuales 3374 eran hombres y 3127 eran mujeres. Bighapur tiene una tasa media de alfabetización del 80,87%, superior a la media estatal del 67,68%: la alfabetización masculina es del 87,66%, y la alfabetización femenina del 73,54%.